# Villa Del Buono
La Villa Del Buono è una villa dell'isola d'Elba situata in località Pianello nel paese di Poggio. L'edificio sorge in un vasto pianoro dove in antico si trovavano dei catri (dal longobardo gater), ossia dei recinti per animali.

## Storia
L'edificio fu commissionato dall'imprenditore Pilade Del Buono all'architetto Adolfo Coppedè all'indomani della propria elezione a deputato del Parlamento italiano nel 1898. Durante la costruzione dell'edificio fu rinvenuta una necropoli etrusca attiva dal VI al IV secolo a.C., con vasellame di produzione etrusca tra cui diverse oinochoai a vernice nera ed una coppa ionica frammentaria; secondo la testimonianza di Remigio Sabbadini, risalente al 1919, «io ne ebbi in dono uno di stile arcaico, con fogliame nero su fondo rosso».
Nel 1931, l'anno successivo alla morte di Pilade Del Buono, quasi tutti gli arredi della villa furono messi all'asta a Firenze.
Negli anni seguenti, la villa fu rilevata dal generale Alessandro Traditi, che aveva precedentemente comandato, durante la guerra d'Etiopia, la Divisione 3 gennaio.
Nel maggio 1944, durante la seconda guerra mondiale, all'interno dell'edificio venne trasferito, per motivi di maggiore sicurezza, l'ospedale di Portoferraio, il cui direttore era Antonio Spinelli.
Nel dicembre 1946 fu acquistato dall'imprenditore Giuseppe Cacciò, che trasformò la struttura nel lussuoso albergo Palazzo della Fonte di Napoleone; nel giardino fu creato nel 1947 un primo impianto di degustazione, a firma dell'architetto Gino Cancellotti, dell'acqua della Fonte di Napoleone, con tre «bocchette di mescita» a protome leonina in bronzo. All'interno delle vecchie scuderie, nel 1948 venne ricavato uno stabilimento per imbottigliare acqua, aranciata, chinotto e soda, cui seguì, nell'estate del 1950, la realizzazione del più vasto stabilimento della Fonte di Napoleone. Alla fine del 1949 l'architetto Giuseppe Gullino progettò tre dépendance, in parte ricavate dai precedenti edifici di Adolfo Coppedè: la Casetta Walewska, la Casetta Letizia e la Casetta Paolina.
L'albergo fu frequentato nell'agosto 1949 da Giorgio De Chirico, Felice Carena e Piero Jahier, nel 1953 da Ingrid Bergman e successivamente, nel giugno 1963, da Winston Churchill, Wallis Simpson ed Edoardo VIII. Altri importanti ospiti furono Indro Montanelli, Dimitri Mitropoulos, Margot Fonteyn, Errol Flynn e Clara Calamai. Durante la direzione di Giuseppe Cacciò, affiancato da Hugh Sartorius Whitaker, venne creato il Cenacolo dei Veggenti, composto da medium ed esperti di fenomeni paranormali a livello internazionale.
Dopo alterne vicende, durante le quali l'albergo fu diretto da Umberto Chioffi, Rino Raciti e Giovanni Venci, nel 1982 l'edificio fu internamente trasformato in un residence di più appartamenti.

## Descrizione
La villa presenta un impianto rettangolare estremamente semplice ed imponente, a superficie intonacata e con una serie di finestrature ad arco ribassato intervallate da lesene in granito locale.
Nel 1914 Lydia Bushnell Smith la descrisse «circondata come da un piccolo parco, da cui la vista del mare è ancora più maestosa di quella che si gode sui celebri laghi italiani e molto simile ad alcuni luoghi della Svizzera». Nel 1923 Edmondo Rodriguez Velasco la definì «bella ed elegante», mentre nel 1941 Sandro Foresi la descrisse come «una villa massiccia, circondata da un verziere».

## Il giardino
La villa è inserita in un ampio giardino dove, nel 1899, vennero impiantati alcuni esemplari di Cupressus lusitanica, maestosi e tuttora esistenti, assieme a Chamaerops humilis, Lagerstroemia indica, Hydrangea ortensis e Mandevilla laxa.